# Gsieser-Tal-Lauf

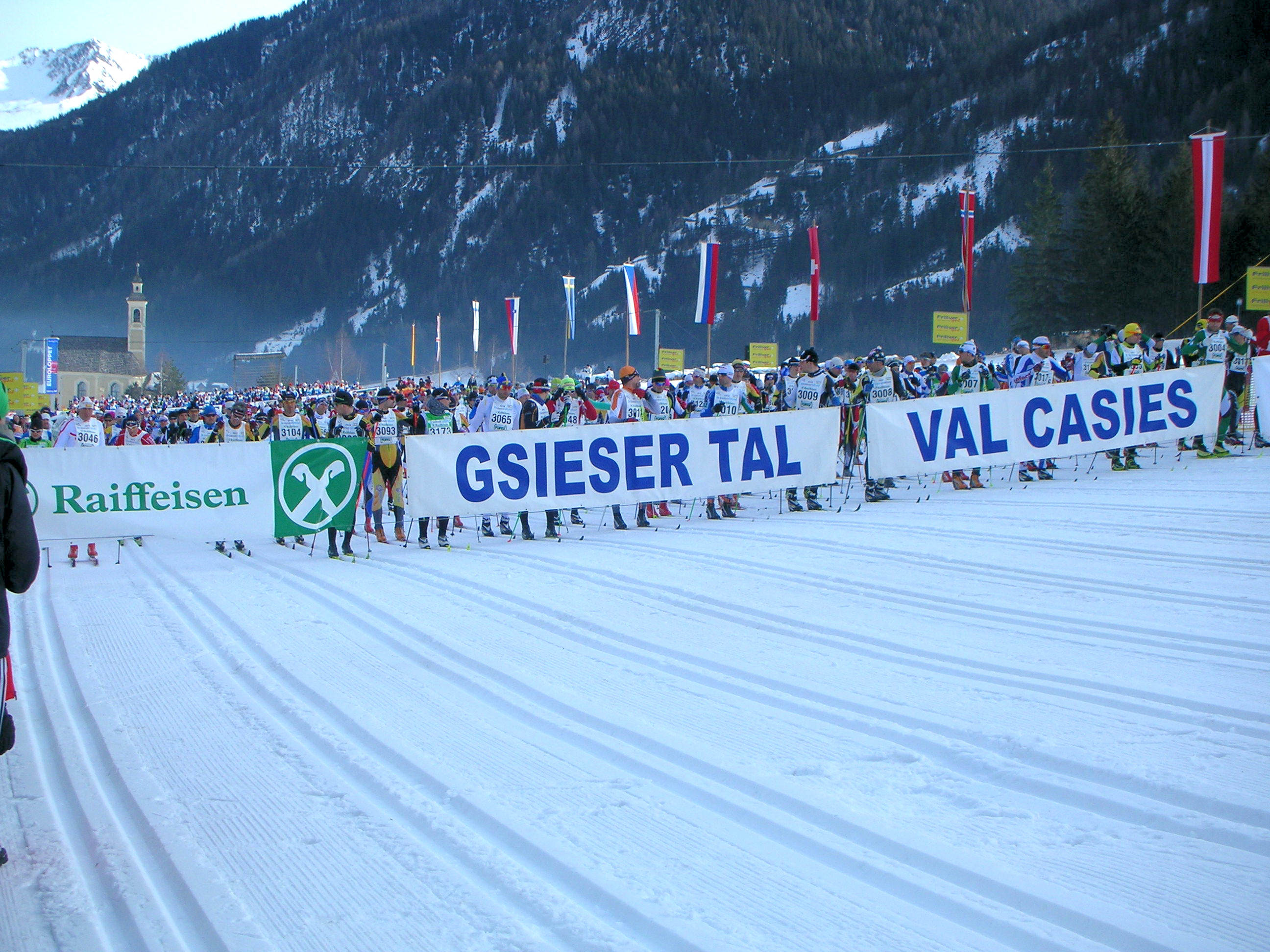
Start zum Gsieser Tal-Lauf 2012

Der Gsieser-Tal-Lauf (italienisch Gran Fondo Val Casies) ist ein Skilanglauf-Volkslauf, der jedes Jahr am dritten Wochenende im Februar im Gsieser Tal in Südtirol stattfindet. Er ist die größte Massensportveranstaltung im Winter in Südtirol und die zweitgrößte in Italien. Die Veranstaltung ist, außer im Jahr 2021 (COVID-19), seit der ersten Auflage im Jahr 1984 noch niemals ausgefallen. Alljährlich nehmen ca. 2.300 Personen aus über 35 Nationen teil.

## Ablauf
Der Start sowie das Ziel für den Rundkurs vom Gsieser Tal bis nach Taisten ist in St. Martin in Gsies, 1220 Meter über dem Meeresspiegel gelegen. Die Distanzen betragen 30 und 42 km (klassisch und Skating; jeweils mit Wellenstart). Es wird auch laut Altersklassen prämiert. Es gibt 6 Sprintwertungen, davon 3 beim Rennen im klassischen Stil und 3 beim Skating-Rennen. Alle Rennen werden für die Euroloppet-Serie gewertet. Am Samstagnachmittag findet auch der traditionelle „Mini-Gsieser“ für Kinder und Jugendliche statt.
Beim Gsieser-Tal-Lauf gibt es auch eine Gruppe „Just for Fun“ für Teilnehmer ohne sportliche Ambitionen bzw. ohne Wertung, welche aber trotzdem das besondere Flair eines Marathons genießen wollen.

## Teilnahme
Teilnahmeberechtigt sind Läufer ab dem 16. Lebensjahr. Für die 42-km-Rennen müssen Teilnehmer 18 Jahre alt sein. Die Teilnehmer starten in vier verschiedenen Startgruppen. Ein Chip misst die Laufzeit. Jeder Teilnehmer erhält ein Teilnahmediplom mit einer Erinnerungsmedaille sowie ein reichhaltiges Mittagessen. Das Startgeld ist nach Fristen gestaffelt.

## Sieger

### Sieger über 42 km Freistil
| Jahr                      | Sieger                 | Nationalität        | Zeit                |                     | Siegerin                   | Nationalität        | Zeit                |
| ------------------------- | ---------------------- | ------------------- | ------------------- | ------------------- | -------------------------- | ------------------- | ------------------- |
| 2025                      | Mikael Abram           | Italien             | 1:36:03 h           |                     | Christina Pittin           | Italien             | 1:44:40 h           |
| 2024                      | Giandomenico Salvadori | Italien             | 1:36:07 h           |                     | Federica Sanfilippo        | Italien             | 1:48:12 h           |
| 2023                      | Lorenzo Romano         | Italien             | 1:39:09 h           |                     | Sigrid Mutscheller         | Deutschland         | 1:53:27 h           |
| 2022                      | Lorenzo Romano         | Italien             | 1:40:09 h           |                     | Ilenia Defrancesco         | Italien             | 1:54:19 h           |
| 2021                      | abgesagt (COVID-19)    | abgesagt (COVID-19) | abgesagt (COVID-19) | abgesagt (COVID-19) | abgesagt (COVID-19)        | abgesagt (COVID-19) | abgesagt (COVID-19) |
| 2020                      | Mirco Bertolina        | Italien             | 1:37:40 h           |                     | Sara Pellegrini            | Italien             | 1:45:53 h           |
| 2019                      | Alexei Tscherwotkin    | Russland            | 1:42:14 h           |                     | Riitta-Liisa Roponen       | Finnland            | 1:53:02 h           |
| 2018                      | Stefano Gardener       | Italien             | 1:47:57 h           |                     | Antonella Confortola       | Italien             | 2:04:29 h           |
| 2017                      | Anders Gløersen        | Norwegen            | 1:38:01 h           |                     | Natalja Sernowa            | Russland            | 1:52:21 h           |
| 2016                      | Mirco Bertolina        | Italien             | 1:42:40 h           |                     | Walentyna Schewtschenko    | Ukraine             | 1:57:25 h           |
| 2015                      | Giorgio di Centa       | Italien             | 1:41:30 h           |                     | Natalja Sernowa            | Russland            | 1:57:25 h           |
| 2014                      | Fabrizio Clementi      | Italien             | 1:41:21 h           |                     | Stephanie Santer           | Italien             | 1:54:27 h           |
| 2013                      | Roland Clara           | Italien             | 1:39:09 h           |                     | Antonella Confortola Wyatt | Italien             | 1:51:53 h           |
| 2012                      | Roland Clara           | Italien             | 1:36:24 h           |                     | Antonella Confortola Wyatt | Italien             | 1:47:48 h           |
| 2011                      | Thomas Moriggl         | Italien             | 1:22:20 h           |                     | Antonella Confortola Wyatt | Italien             | 1:29:25 h           |
| 2010                      | Alexandre Rousselet    | Frankreich          | 1:29:47 h           |                     | Clara Bettega              | Italien             | 1:42:03 h           |
| 2009                      | Tom Reichelt           | Deutschland         | 1:29:07 h           |                     | Daniela Jellici            | Italien             | 1:41:48 h           |
| 2008                      | Tom Reichelt           | Deutschland         | 1:27:01 h           |                     | Veronica de Martin Pinter  | Italien             | 1:44:27 h           |
| 2007                      | Maurizio Pozzi         | Italien             | 1:28:28 h           |                     | Stefanie Meyr              | Deutschland         | 1:40:08 h           |
| 2006                      | Florian Kostner        | Italien             | 1:35:48 h           |                     | Anna Santer                | Italien             | 1:48:37 h           |
| 2005                      | Maurizio Pozzi         | Italien             | 1:41:03 h           |                     | Lara Peyrot                | Italien             | 1:46:58 h           |
| 2004                      | Marco Cattaneo         | Italien             | 1:29:58 h           |                     | Lara Peyrot                | Italien             | 1:42:28 h           |
| 2003                      | Juan Jesús Gutiérrez   | Spanien             | 1:33:55 h           |                     | Eugenia Bitchougova        | Russland            | 1:48:32 h           |
| 2002 (verkürzt auf 40 km) | Alois Blassnig         | Österreich          | 1:12:43 h           |                     | Eugenia Bitchougova        | Russland            | 1:18:16 h           |
| 2001                      | Ole Einar Bjørndalen   | Norwegen            | 1:28:43 h           |                     | Antonella Confortola Wyatt | Italien             | 1:38:28 h           |
| 2000                      | Silvio Fauner          | Italien             | 1:37:30 h           |                     | Maria Canins               | Italien             | 1:50:35 h           |
| 1999                      | Cristian Zorzi         | Italien             | 1:30:23 h           |                     | Guidina Dal Sasso          | Italien             | 1:44:04 h           |
| 1998                      | Michail Botwinow       | Österreich          | 1:27:11 h           |                     | Eugenia Bitchougova        | Russland            | 1:37:35 h           |
| 1997                      | Roberto De Zolt        | Italien             | 1:27:18 h           |                     | Eugenia Bitchougova        | Russland            | 1:36:01 h           |
| 1996                      | Silvio Fauner          | Italien             | 1:28:42 h           |                     | Eugenia Bitchougova        | Russland            | 1:42:13 h           |
| 1995                      | Taufik Khamitov        | Kasachstan          | 1:41:38 h           |                     | Maria Canins               | Italien             | 1:55:27 h           |
| 1994                      | Alfred Runggaldier     | Italien             | 1:37:34 h           |                     | Maria Canins               | Italien             | 1:47:54 h           |
| 1993 (30 km)              | Alfred Runggaldier     | Italien             | 1:26,19 h           |                     | Nathalie Santer            | Italien             | 1:34:07 h           |
| 1992 (40 km)              | Paolo Riva             | Italien             | 1:28:26 h           |                     | Maria Canins               | Italien             | 1:40:30 h           |
| 1991 (40 km)              | Patrizio Deola         | Italien             | 1:31:43 h           |                     | Maria Canins               | Italien             | 1:48:31 h           |
| 1990 (40 km)              | Luciano Fontana        | Italien             | 1:25:45 h           |                     | Giovanna Vego Socco        | Italien             | 2:11:32 h           |
| 1989 (30 km)              | Patrizio Deola         | Italien             | 1:09:44 h           |                     | Maria Canins               | Italien             | 1:19:01 h           |
| 1988 (40 km)              | Alfred Runggaldier     | Italien             | 1:31:57 h           |                     | Maria Canins               | Italien             | 1:41:15 h           |
| 1987 (40 km)              | Luciano Fontana        | Italien             | 2:08:10 h           |                     | Maria Canins               | Italien             | 2:14:25 h           |
| 1986 (40 km)              | Giuseppe Ploner        | Italien             | 1:34:31 h           |                     | Maria Canins               | Italien             | 1:50:14 h           |
| 1985 (40 km)              | Friedrich Nöckler      | Italien             | 1:56:42 h           |                     | Loretta de Monte           | Italien             | 3:04:38 h           |
| 1984 (40 km)              | Albert Walder          | Italien             | 1:58:11 h           |                     | Johanna Rehmann            | Italien             | 2:56:35 h           |

### Sieger über 30 km Freistil
| Jahr | Sieger                        | Siegerin                      |
| ---- | ----------------------------- | ----------------------------- |
| 2025 | Matteo Tanel Italien          | Ilona Plechacova Tschechien   |
| 2024 | Giacomo Gabrielli Italien     | Julia Kuen Italien            |
| 2023 | Patrick Klettenhammer Italien | Federica Sanfilippo Italien   |
| 2022 | Matteo Tanel Italien          | Martina Bellini Italien       |
| 2021 | abgesagt (COVID-19)           | abgesagt (COVID-19)           |
| 2020 | Florian Cappello Italien      | Martina Di Centa Italien      |
| 2019 | Clemens Blaßnig Österreich    | Barbara Jezeršek Australien   |
| 2018 | Matteo Tanel Italien          | Debora Roncari Italien        |
| 2017 | Enrico Nizzi Italien          | Elisa Brocard Italien         |
| 2016 | Jiri Rocarek Tschechien       | Debora Roncari Italien        |
| 2015 | Eric Thomas Deutschland       | Barbara Jezeršek Slowenien    |
| 2014 | Simone Paredi Italien         | Melissa Gorra Italien         |
| 2013 | Simone Paredi Italien         | Barbara Felderer Italien      |
| 2012 | Enrico Nizzi Italien          | Veronika Vítková Tschechien   |
| 2011 | Bruno Debertolis Italien      | Eugenia Bitchugova Italien    |
| 2010 | Candide Pralong Schweiz       | Anouk Faivre-Picon Frankreich |
| 2009 | Dietmar Nöckler Italien       | Magda Genuin Italien          |
| 2008 | Christian Cusini Italien      | Karin Moroder Italien         |

### Sieger über 42 km klassisch
| Jahr | Sieger              | Nationalität        | Zeit                |                     | Siegerin             | Nationalität        | Zeit                |
| ---- | ------------------- | ------------------- | ------------------- | ------------------- | -------------------- | ------------------- | ------------------- |
| 2025 | Francesco Ferrari   | Italien             | 1:46:42 h           |                     | Michaela Patscheider | Italien             | 1:58:57 h           |
| 2024 | Lorenzo Busin       | Italien             | 1:46:57 h           |                     | Heli Heiskanen       | Finnland            | 2:04:20 h           |
| 2023 | Lorenzo Busin       | Italien             | 1:47:24 h           |                     | Malin Börjesjö       | Schweden            | 2:08:19 h           |
| 2022 | Dietmar Nöckler     | Italien             | 1:55:38 h           |                     | Malin Börjesjö       | Schweden            | 2:13:22 h           |
| 2021 | abgesagt (COVID-19) | abgesagt (COVID-19) | abgesagt (COVID-19) | abgesagt (COVID-19) | abgesagt (COVID-19)  | abgesagt (COVID-19) | abgesagt (COVID-19) |
| 2020 | Mauro Brigadoi      | Italien             | 1:47:29 h           |                     | Klára Moravcová      | Tschechien          | 2:04:25 h           |
| 2019 | Oskar Kardin        | Schweden            | 1:51:05 h           |                     | Justyna Kowalczyk    | Polen               | 2:04:09 h           |
| 2018 | Jewgeni Dementjew   | Russland            | 1:52:52 h           |                     | Franziska Müller     | Deutschland         | 2:16:23 h           |
| 2017 | Mauro Brigadoi      | Italien             | 1:50:06 h           |                     | Jessica Müller       | Deutschland         | 2:16:05 h           |
| 2016 | Dietmar Nöckler     | Italien             | 1:43:38 h           |                     | Kateřina Smutná      | Österreich          | 1:52:31 h           |
| 2015 | Petr Novák          | Tschechien          | 1:48:18 h           |                     | Renate Forstner      | Deutschland         | 2:30:48 h           |
| 2014 | Franz Göring        | Deutschland         | 1:52:05 h           |                     | Adéla Boudíková      | Tschechien          | 2:19:05 h           |
| 2013 | Bruno Debertolis    | Italien             | 1:47:12 h           |                     | Eugenia Bitchougova  | Russland            | 2:21:28 h           |
| 2012 | Sergio Bonaldi      | Italien             | 1:47:15 h           |                     | Renate Forstner      | Deutschland         | 2:21:24 h           |
| 2011 | Bruno Debertolis    | Italien             | 1:31:16 h           |                     | Ingrid Damgaard      | Norwegen            | 1:47:40 h           |
| 2010 | Bruno Debertolis    | Italien             | 1:53:37 h           |                     | Eugenia Bitchougova  | Russland            | 2:14:24 h           |

### Sieger über 30 km klassisch
| Jahr | Sieger                         | Siegerin                      |
| ---- | ------------------------------ | ----------------------------- |
| 2025 | Tommaso Dellagiacoma Italien   | Anna Schmidhofer Österreich   |
| 2024 | Tommaso Dellagiacoma Italien   | Michaela Patscheider Italien  |
| 2023 | Stefano Dellagiacoma Italien   | Michaela Patscheider Italien  |
| 2022 | Stefano Dellagiacoma Italien   | Michaela Patscheider Italien  |
| 2021 | abgesagt (COVID-19)            | abgesagt (COVID-19)           |
| 2020 | Florian Cappello Italien       | Franziska Müller Deutschland  |
| 2019 | Lorenzo Busin Italien          | Chiara Caminada Italien       |
| 2018 | Riccardo Mich Italien          | Federica Simeoni Italien      |
| 2017 | Christian Völz Deutschland     | Franziska Müller Deutschland  |
| 2016 | Miroslav Rypl Tschechien       | Jessica Müller Deutschland    |
| 2015 | Eric Thomas Deutschland        | Barbara Felderer Italien      |
| 2014 | Andy Gerstenberger Deutschland | Alexandra Svoboda Deutschland |
| 2013 | Jens Filbrich Deutschland      | Jessica Müller Deutschland    |
| 2012 | Thomas Moriggl Italien         | Barbara Felderer Italien      |
| 2011 | Peter Milz Deutschland         | Valentina Vuerich Italien     |
| 2010 | Ivan Debertolis Italien        | Barbara Antonelli Italien     |
| 2010 | Thomas Steurer Österreich      | Eugenia Bitchougova Russland  |
| 2008 | Marco Cattaneo Italien         | Eugenia Bitchougova Russland  |
| 2007 | Anders Aukland Norwegen        | Alessandra Rigamonti Italien  |